# IC 1421
IC 1421 је елиптична галаксија у сазвјежђу Водолија која се налази на листи објеката дубоког неба у Индекс каталогу.
Деклинација објекта је - 9° 58' 40" а ректасцензија 22h 3m 3,9s. Привидна величина (магнитуда) објекта IC 1421 износи 14,8 а фотографска магнитуда 15,8. IC 1421 је још познат и под ознакама MCG -2-56-9, NPM1G -10.0647, PGC 67924.